# 渡部晶
渡部晶（わたなべ あきら、1963年10月16日 - ）は日本の財務官僚。財務省大臣官房政策立案総括審議官兼大臣官房企画調整主幹（企画調整総括官）兼大臣官房地方課長事務取扱兼財務総合政策研究所副所長を経て、財務省財務総合政策研究所長。

## 来歴
福島県平市出身。福島県立磐城高等学校、京都大学法学部卒業。1987年 大蔵省に入省（証券局証券業務課企画係）。1991年7月 主税局総務課秘書係長。1992年7月10日 伊勢崎税務署長。
1997年7月 大臣官房文書課長補佐（審査）。2001年1月6日 財務省理財局計画官補佐（国土交通第一、二係）。
同年2月26日 福岡市総務企画局長。2003年9月29日 大臣官房文書課広報室長。2012年8月20日 大臣官房付兼内閣官房内閣参事官（内閣官房副長官補付）兼内閣官房行政改革推進室参事官。同年1月29日 大臣官房付兼内閣内閣参事官（内閣官房副長官補付）兼内閣官房行政改革推進本部事務局参事官。
2014年7月9日 大臣官房地方課長兼財務総合政策研究所副所長。2015年7月9日 株式会社地域経済活性化支援機構執行役員総務部社長補佐兼総務部管理室長兼総務部財務室長。2016年6月17日 内閣府大臣官房審議官（沖縄政策及び沖縄科学大学院大学企画推進担当）。2017年6月27日 沖縄振興開発金融公庫副理事長。
2021年7月8日 大臣官房公文書監理官兼大臣官房企画調整主幹（企画調整総括官）兼財務総合政策研究所副所長。2022年7月8日 大臣官房政策立案総括審議官兼大臣官房公文書監理官兼大臣官房企画調整主幹（企画調整総括官）兼大臣官房地方課長事務取扱兼財務総合政策研究所副所長。同年6月28日 大臣官房政策立案総括審議官兼大臣官房公文書監理官兼大臣官房企画調整主幹（企画調整総括官）兼大臣官房会計課長事務取扱兼大臣官房地方課長事務取扱兼財務総合政策研究所副所長。同年7月8日 大臣官房政策立案総括審議官兼大臣官房企画調整主幹（企画調整総括官）兼大臣官房地方課長事務取扱兼財務総合政策研究所副所長。
2023年7月 財務総合政策研究所長。

## 略歴
- 1987年4月：大蔵省に入省（証券局証券業務課企画係）[3]。
- 1989年4月：大臣官房調査企画課（財政経済理論研修）。
- 1989年7月：大臣官房調査企画課（財政経済理論研修） 兼 東海財務局理財部金融検査官。
- 1989年12月：大臣官房調査企画課（財政経済理論研修）。
- 1991年7月：主税局総務課秘書係長[4]。
- 1992年7月10日：伊勢崎税務署長[4]。
- 1993年7月：公正取引委員会事務局経済部調整課長補佐心得。
- 1997年7月：大臣官房文書課長補佐（審査）[5]。
- 1999年7月：理財局資金第二課長補佐（総括・運用一・三）[6]。
- 2001年1月6日：財務省理財局計画官補佐（国土交通第一、二係）。
- 2001年2月26日：福岡市総務企画局長。
- 2003年7月8日：大臣官房総合政策課調査企画官。
- 2003年9月29日：大臣官房文書課広報室長。
- 2004年7月2日：大臣官房企画官 兼 主税局総務課 兼 主税局調査課 兼 主税局税制第三課。
- 2005年7月13日：主税局総務課主税企画官 兼 主税局税制第二課 兼 内閣官房行政改革推進室企画官 兼 内閣官房行政改革推進本部事務局企画官。
- 2006年7月10日：独立行政法人日本貿易振興機構バンクーバー事務所長。
- 2007年2月1日：大臣官房企画官。
- 2007年4月1日：一橋大学法学部准教授、一橋大学国際・公共政策大学院准教授。
- 2008年7月4日：大臣官房文書課情報公開・個人情報保護室長。
- 2009年7月14日：大臣官房文書課政策評価室長。
- 2011年5月13日：大臣官房文書課政策評価室長 兼 大臣官房文書課企画調整室長 兼 大臣官房文書課業務企画室長。
- 2011年7月8日：大臣官房文書課政策評価室長。
- 2011年7月12日：理財局国庫課長。
- 2012年7月24日：大臣官房付。
- 2012年8月20日：大臣官房付 兼 内閣官房内閣参事官（内閣官房副長官補付） 兼 内閣官房行政改革推進室参事官。
- 2012年1月29日：大臣官房付 兼 内閣内閣参事官（内閣官房副長官補付） 兼 内閣官房行政改革推進本部事務局参事官。
- 2014年7月9日：大臣官房地方課長 兼 財務総合政策研究所副所長。
- 2015年7月9日：株式会社地域経済活性化支援機構執行役員総務部社長補佐 兼 総務部管理室長 兼 総務部財務室長。
- 2016年6月17日：内閣府大臣官房審議官（沖縄政策及び沖縄科学大学院大学企画推進担当）。
- 2017年6月27日：沖縄振興開発金融公庫副理事長。
- 2018年9月：沖縄振興開発金融公庫理事長職務代理
- 2021年7月8日：大臣官房公文書監理官 兼 大臣官房企画調整主幹（企画調整総括官） 兼 財務総合政策研究所副所長。
- 2022年7月8日：大臣官房政策立案総括審議官 兼 大臣官房公文書監理官 兼 大臣官房企画調整主幹（企画調整総括官） 兼 大臣官房地方課長事務取扱 兼 財務総合政策研究所副所長。
- 2022年6月28日：大臣官房政策立案総括審議官 兼 大臣官房公文書監理官 兼 大臣官房企画調整主幹（企画調整総括官） 兼 大臣官房会計課長事務取扱 兼 大臣官房地方課長事務取扱 兼 財務総合政策研究所副所長。
- 2022年7月8日：大臣官房政策立案総括審議官 兼 大臣官房企画調整主幹（企画調整総括官） 兼 大臣官房地方課長事務取扱 兼 財務総合政策研究所副所長。
- 2023年4月：学習院大学法学部政治学科非常勤講師[7]。
- 2023年7月：財務総合政策研究所長[7]。